# François Astorg
Pour les articles homonymes, voir Astorg.
François Astorg, né le 11 avril 1961 à Villemomble (Seine-Saint-Denis), est un homme politique français. Il est maire d’Annecy depuis le 4 juillet 2020.

## Biographie
Né en 1961 en Seine-Saint-Denis, d'un père agent immobililier et d'une mère au foyer franco-sénégalaise, il est  le frère du plasticien Philippe Astorg établi à Saint-Jorioz. François Astorg est diplômé (1 an de formation) de communication et management à l'ICMA Paris. 
À 18 ans, en 1979, en école de voile, il suit, en observateur sur un voilier, la course de L’Aurore, et croise la Fasnet Race. Il échappe à une violente tempête au large de l’Irlande,. Cette tempête provoque la mort de 19 marins et le naufrage de 20 bateaux. Toujours en 1979, il survit à un accident de la route. En 1988, il subit une rupture d’anévrisme qui le rend hémiplégique. Opéré à l'hôpital de la Salpêtrière, il retrouve l'usage de ses membres après un an de rééducation mais garde d'importantes séquelles à la jambe gauche.
En 1991, François Astorg est chargé de mission à la communication au sein du cabinet de Jean-Yves Le Drian, alors secrétaire d'État à la Mer.
En 1992, François Astorg rencontre Michel Authier, mathématicien, philosophe et sociologue. Il travaille ensuite pendant huit ans dans la société Trivium dont Michel Authier est le directeur et fondateur pour développer un logiciel de gestion du capital humain.
Il est le cofondateur de Cognito, organisme de conseil en ressources humaines, management et analyse de données. À ce titre, il est analyste auprès du gouvernement Édouard Philippe dans le cadre du Grand débat national pendant la crise des Gilets jaunes. En parallèle, François Astorg donne des cours à l'École nationale supérieure des mines de Saint-Étienne ainsi qu'à l'Université Savoie-Mont-Blanc. Il enseigne à partir de 2001 au Centre de formation de l'État de Genève, et travaille comme formateur pour la Chambre de commerce et d'industrie de la Haute-Savoie, afin d'accompagner de jeunes entrepreneurs à la reprise et la gestion d'entreprises sur le territoire haut-savoyard.

## Vie privée
François Astorg s'est marié en 2002, à Annecy, avec Eva Mutter. Le couple a une fille née la même année.

## Parcours politique
Appelé en politique par Philippe Meirieu, François Astorg participe en 2010, sans être candidat, à la campagne d'Europe Écologie Les Verts, dont il est membre depuis 2009, aux élections régionales en Rhône-Alpes, notamment auprès d'Éric Piolle. En 2011, il est le candidat de ce parti aux élections cantonales en Haute-Savoie dans le canton d'Annecy-Centre. Qualifié au second tour, il est finalement battu par Jean-Luc Rigaut.
Aux élections municipales à Annecy de 2014, François Astorg est nommé tête de liste du parti Europe Écologie Les Verts où il recueille 10,59% des voix au premier tour, se qualifiant pour le second tour avant de se rallier à Denis Duperthuy, candidat du Parti socialiste. Il est élu conseiller municipal.
Il crée en octobre 2014 avec quatorze autres associations le Grenelle des Transports à Annecy pour développer les mobilités douces et réfléchir à des modes de transport alternatifs au tout routier.
En 2016, il quitte Europe Écologie Les Verts.
François Astorg est tête de liste « divers écologiste » aux élections municipales de 2020 à Annecy. Au premier tour, sa liste « Réveillons Annecy ! » recueille 27,87 % des voix, devancé par la liste du maire sortant, Jean-Luc Rigaut (« Pour Annecy naturellement »), avec 150 voix d'écart. François Astorg et Frédérique Lardet (députée dissidente de la majorité présidentielle La République en marche) annoncent la fusion de leurs listes respectives en vue du second tour.
À l'issue du second tour, sa liste arrive en première position avec 27 voix de plus que celle menée par Jean-Luc Rigaut, maire sortant.
Le 16 mai 2025, il annonce qu'il ne se représentera pas aux élections municipales de 2026.

## Synthèse des résultats électoraux

### Élections municipales
Les résultats ci-dessous concernent uniquement les élections où il est tête de liste.
| Année | Liste | Liste           | Commune | 1er tour | 1er tour | 1er tour | 2d tour | 2d tour | 2d tour | Sièges obtenus |
| Année | Liste | Liste           | Commune | Voix     | %        | Rang     | Voix    | %       | Rang    | Sièges obtenus |
| ----- | ----- | --------------- | ------- | -------- | -------- | -------- | ------- | ------- | ------- | -------------- |
| 2014  |       | EELV            | Annecy  | 1 735    | 10,59    | 5e       | Fusion  | Fusion  | Fusion  |                |
| 2020  |       | ÉCO-EELV-PCF-PS | Annecy  | 7 997    | 27,87    | 2e       | 12 664  | 44,74   | 1er     | 40 / 53        |